# 神兽纹玉樽
神兽纹玉樽，1991年出土于中国湖南省安乡县西晋荊州刺史刘弘墓，有认为其制作于东汉时期，是中华人民共和国禁止出境展览文物，现藏于湖南博物院。

## 形制
玉樽为直筒形，高10.5cm，口径10.5cm，被沁蚀成灰白色，汉代樽器形制。器身用上中下三道外凸内凹的宽弦纹分成上下两部分。上层有一对对称的兽面铺首衔环作器耳，其余分三组：两只云中翻腾的螭龙（亦有螭虎之说），两只头背相对的独角龙，正视的西王母与持灵芝草侧视的仙人。下层纹饰亦分三组：持仙芝仙人（羽人）戏螭龙，独角兽与螭龙（亦有虎之说）争抢云中仙芝，伸展的熊正与独角龙在云中争斗嬉戏。底部边缘有三个等距朝外呈蹲状肩扛樽体的熊为器足。樽上共有10只神兽、3位仙人、3只熊状器足、2个兽面铺首，以流云为衬托。据樽内的墨迹残留，可推断玉樽曾用作笔洗。

## 出土
刘弘墓出土玉器17件，含印、卮、谷纹璧、龙璧、透雕双龙纹佩、透雕蝶佩、璜、蝶饰、蝠饰、磬饰、猪握、兽首带钩、螭虎纹璏等。印为青玉质扁方形，有两面阴刻篆体“刘弘”、“刘和季”，证实墓主是西晋荆州刺史刘弘。